# Prokop Diviš

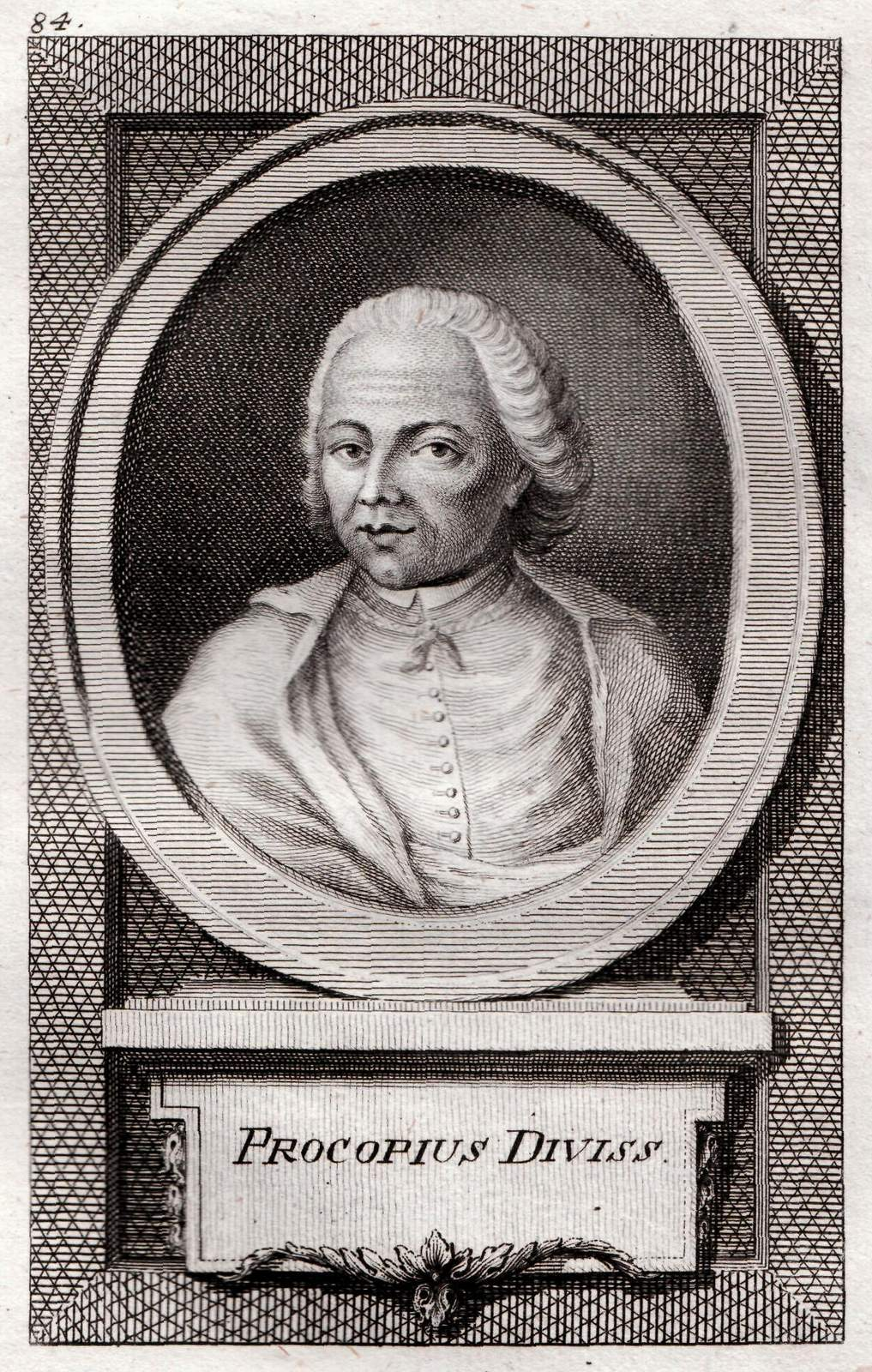
Prokop Diviš
Kupferstich von Johann Balzer (1772)

Prokop Diviš (ursprüngliche Namensform: Václav Divíšek, lateinisch Procopius Divisch, deutsch Prokop Diwisch, in der physikalgeschichtlichen Literatur auch Prokop Devic) (* 26. März 1698 in Helkowitz, Königgrätzer Kreis; † 25. Dezember 1765 in Brenditz), Markgrafschaft Mähren war ein tschechischer Prämonstratenser-Chorherr sowie grenzwissenschaftlicher Gelehrter, Naturphilosoph und Erfinder.

## Leben
Der in Ostböhmen geborene, dann in Südmähren wirkende Prokop Diviš besuchte die jesuitische Lateinschule in Znaim und studierte seit 1720 im Prämonstratenserstift Klosterbruck Philosophie. Im November 1720 trat er dem Prämonstratenserorden bei und wurde 1725 zum Diakon geweiht. 1726 empfing er die Priesterweihe. Daraufhin studierte er Theologie. Das Studium schloss er 1734 an der Universität Salzburg ab. Zurück in Klosterbruck, war er dort bis 1742 Prior und übernahm ein Jahr davor die Klosterpfarrei in Brenditz, in der er bis zu seinem Tode als Pfarrer wirkte.
Der naturwissenschaftlich interessierte Pfarrer beschäftigte sich dort zunächst mit Hydrotechnik. Seit den späten 1740er Jahren führte Diviš Experimente mit Elektrizität durch. Er untersuchte den Einfluss der Elektrizität auf Gewächse und versuchte auch mittels Elektrizität zu heilen. Diese Untersuchungen verliehen ihm zunächst Anerkennung in Fachkreisen; er korrespondierte mit dem Prager Physikprofessor Jan Antonín Scrinci und hielt sich über den europäischen Stand der Forschung auch in seiner abgelegenen Pfarrei auf dem Laufenden. Vor 1750 wurde er auch als Gast auf den Wiener Hof geladen und soll vor Franz I. Experimente durchgeführt haben, 1750 auch mit Joseph Franz zusammengearbeitet haben.
Als ein Blitz den Professor Georg Wilhelm Richmann am 26. Juli 1753 bei seinen gewitterelektrischen Versuchen in Sankt Petersburg tötete, übersandte Prokop Diviš der Russischen Akademie der Wissenschaften zu Petersburg eine kurze lateinische Abhandlung über seine eigenen Theorien zur atmosphärischen Elektrizität mit Berücksichtigung des tragischen Vorfalls. Auch mit dem Mathematiker Leonhard Euler sowie der Wiener Akademie der Wissenschaften trat Diviš in Kontakt, er vertrat die Meinung, dass man mit einem von ihm konzipierten Gerät die Wiener Hofburg vor Gewittern schützen könne.
Das Interesse der so Angeschriebenen war begrenzt, da Diviš mittlerweile eigene Theorien entwickelt hatte, welche er naturphilosophisch untermauerte. Die Wissenschaftler sahen darin einen (in dieser Zeit nicht seltenen) Versuch, Theologie und Physik zu vereinen, was ihre Skepsis erhöhte. Von seinen Ansichten trotz ausbleibender weiterer Korrespondenz überzeugt, errichtete Diviš in seinem Pfarrgarten am 15. Juni 1754 eine „meteorologische Maschine“: eine Anordnung mit 400 Drahtspitzen, mit der er die Luftelektrizität abzusaugen hoffte, so dass möglichst großmaßstäbig Gewitter ganz verhindert werden könnten. Die „Maschine“ stand frei auf einem 40 Meter hohen Pfahl und war mit Eisenketten befestigt, die wahrscheinlich vor allem der Stabilisierung dienen sollten, praktisch aber auch eine erdende Wirkung erzielten. Die Einweihung des Geräts wurde von überregionalem Medienecho begleitet.
Die Bauern, welche Diviš finanziell an seinem Privatprojekt zwangsbeteiligt hatte, gerieten zunehmend missmutig ob der erklärten Absicht des Pfarrers, das Wetter zu beeinflussen. Als im Sommer 1759 eine Dürre das Dorf heimsuchte, zerstörten sie nachts das Gerät im Kirchgarten, von dem der Pfarrer stets behauptete, dass es Unwetter fernhielte. Nach Protestbriefen aus der Bevölkerung an seine Vorgesetzten wurde Diviš von der Kirchenleitung aufgefordert, das Projekt abzubrechen und seine zweite (nun unzugänglich auf dem Kirchturm installierte) Wettermaschine an das Stift Klosterbruck zu übergeben.
Diviš korrespondierte weiterhin mit den württembergischen evangelischen Theologen Johann Ludwig Fricker und Friedrich Christoph Oetinger und erreichte eine Publikation seiner Schrift über die Magia naturalis. Sie erschien jedoch erst postum unter dem Titel des Herausgebers Friedrich Christoph Oetinger Längst verlangte Theorie von der meteorologischen Electricité. Die von Diviš lang ersehnte und ehrgeizig nachgesuchte Ernennung zum Mitglied einer Akademie der Wissenschaften erfolgte nie.

## Rezeption
Während etwa Euler, Tetens und auch Wissenschaftler des Wiener Hofs Divišs Theorie geringschätzten, wurde er ab Mitte des 19. Jahrhunderts wieder als Vordenker und Erfinder wahrgenommen, der unabhängig von Benjamin Franklin den Blitzableiter erfunden haben soll. In dieser Berichterstattung wurden seine Leistungen und das Urteil der Zeitgenossen stark beschönigt.
Obwohl Divišs Versuchsanordnung keinen Schutz von hohen Gebäuden vorsah und auch in ihrer Position auf freiem Feld zum Schutz eines ganzen Dorfs unwirksam war, wurde sie später unreflektiert als früher Blitzableiter wahrgenommen, sodass ihr Erfinder Diviš zum „europäischen Franklin“ stilisiert wurde. Bereits 1888 bemühte sich Heinrich Meidinger, diesen aus Lokalpatriotismus entstandenen Mythos zu entkräften. Wegen des anhaltenden Interesses trugen zu Beginn des 21. Jahrhunderts zwei tschechische Wissenschaftshistoriker Material zu dem Fall zusammen.

## Erfindungen

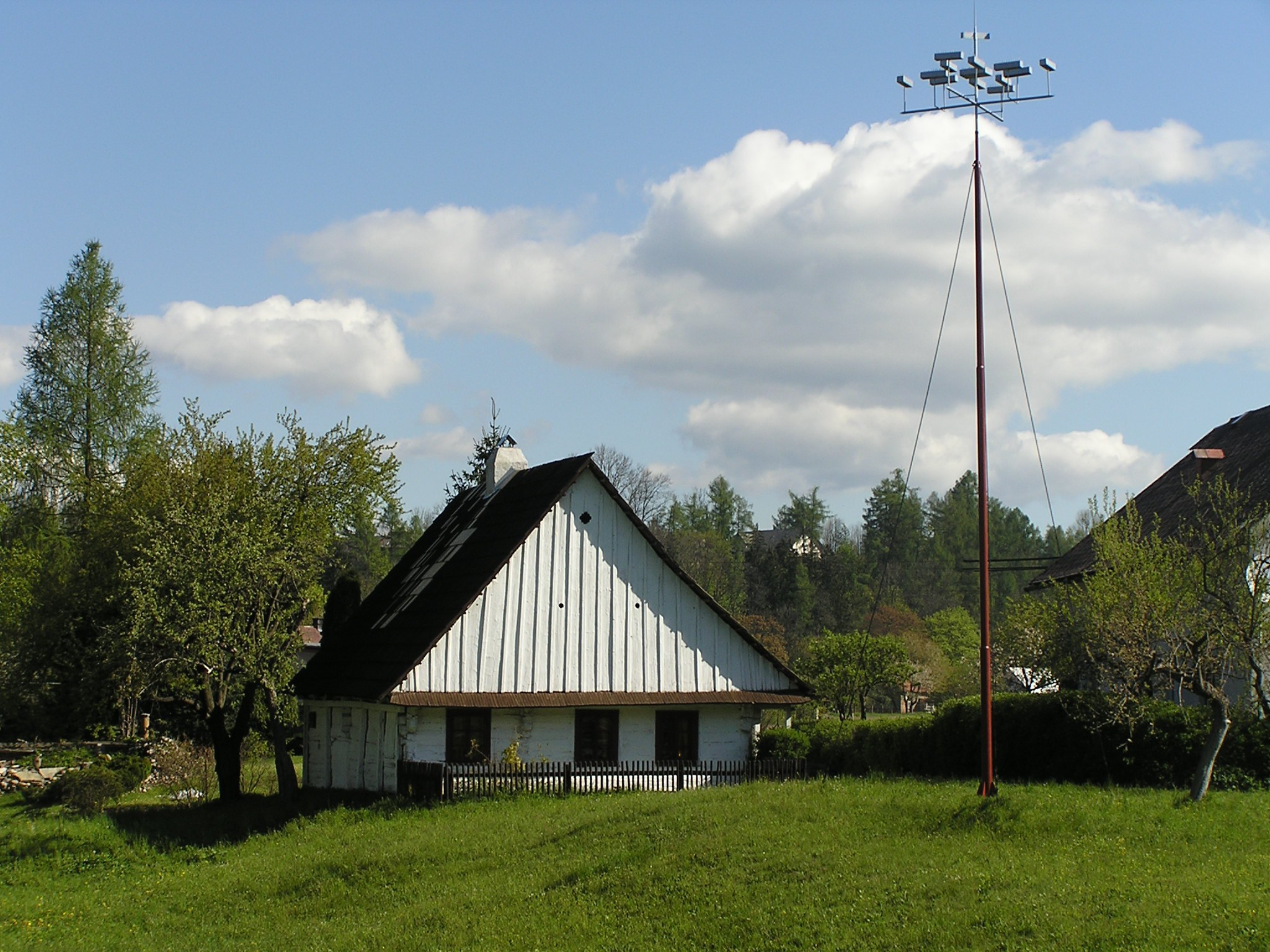
Nachbau des „Blitzableiters“ bei Divišs Haus

- Denis d’or („Goldener Dionysius“, „Goldener Diwisch“), ein heute unidentifizierbares, nur als Prototyp gefertigtes, angeblich elektrophones Musikinstrument, das spaßeshalber einem Spieler einen elektrischen Schlag versetzen konnte.[8]
- Gewittermaschine (Blitzableiter), Diviš errichtete diese 1754 neben seinem Pfarrhaus in Přímětice.

## Werke
1755 nahm Diviš mit seiner Abhandlung Deductio theoretica de electrico igne an einem Wettbewerb über Elektrizität teil, bei dem der Astronom Johann Albrecht Euler, ein Sohn Leonhard Eulers, den Preis erhielt. Da Divišs Werk Magia naturalis über die Elektrizität von der Zensur in Wien abgelehnt wurde, ließ er es von dem Herrenberger Spezialsuperintendenten Friedrich Christoph Oetinger unter dem Titel Procopii Divisch Theologiae Doctoris & Pastoris zu Prendiz bey Znaim in Mähren längst verlangte Theorie von der meteorologischen Electricite 1765 in Tübingen veröffentlichen.
Wissenschaftliche Abhandlungen
- Alpha, et omega. Seu principium, et finis duobus tractatibus […] constans 1735.
- Deductio theoretica de electrico igne. 1755.
- Längst verlangte Theorie von der meteorologischen Electricite. 1765.
- Ara Theologica. 1735.
- Descriptio machinae meteorologicae.
- Reflexio Procopii Divisch sanctae scripturae doctoris canonici Praemonstratensis super infeliciter tentatum experimentum meteorologicum a domino professore Richmanno Peterburgensi die 26. julii 1753.